# 日本生物工学会
公益社団法人日本生物工学会（にほんせいぶつこうがっかい）は、1923年に設立された生物工学に関する日本の学会。日本学術会議協力学術研究団体のひとつ。正会員2350名。大阪府吹田市の大阪大学工学部内に事務局を置く。英語名称The Society for Biotechnology, Japan。旧称日本醗酵工学会（1962年から1992年）、大阪醸造学会。
内閣総理大臣認定の公益社団法人。日本技術者教育認定機構、日本微生物学連盟、 横断型基幹科学技術推進協議会に加入している。
北日本支部、東日本支部、中部支部、関西支部、西日本支部、九州支部がある。
2010年時点で職員5名、うち4名が常勤。

## 刊行物
Journal of Bioscience and Bioengineeringを刊行する。ISSN 1389-1723。トムソン・ロイターの2004年発表のインパクトファクターは0.777だった。2011年は1.793、2018年は2.032。
和文誌「生物工学会誌」は、「醸造學雜誌」として1923年に創刊され、「醗酵工學雑誌」、「醗酵工学会誌」と名称を変え現在に至る。ISSN 0919-3758。

### 出版物
- バイオ実験を安全に行うために - ISBN 978-4-7598-1921-2、化学同人 (2018/9/20)
- 生物工学よもやま話－実験の基本原理から応用まで－ - ISBN 978-4-907773-05-2、学進出版 (2013/12)
- 基礎から学ぶ生物化学工学演習 - ISBN 978-4-339-06744-6、コロナ社 (2013/8/1)
- ひらく、ひらく「バイオの世界」―14歳からの生物工学入門 - ISBN 978-4-7598-1538-2、化学同人 (2012/10/26)